# Slaget ved Helgeå
Slaget ved Helgeå var et søslag udkæmpet i 1026 mellem Danmark på den ene side og Norge og Sverige på den anden side.
Norge og Sverige forsøger at mindske Danmarks indflydelse i området, ved at angribe Skåne og Sjælland, men lider så stort et nederlag i slaget ved Helgeå, at krigen stopper samme år som den begyndte.